# Baloghicoccus costaricaensis
Baloghicoccus costaricaensis är en insektsart som beskrevs av Kozar och Konczne Benedicty 2000. Baloghicoccus costaricaensis ingår i släktet Baloghicoccus och familjen Carayonemidae.
Artens utbredningsområde är Costa Rica. Inga underarter finns listade i Catalogue of Life.